# GEMINI (álbum)
GEMINI es el cuarto álbum de la banda A9 lanzado el 9 de febrero de 2011. Viene en dos ediciones, la edición limitada viene con un CD y DVD, la edición regular viene con un solo CD pero con una pista adicional.

## Canciones
1. I.
2. RUMWOLF
3. Stargazer:
4. 4U
5. Shinkirou (蜃気楼)
6. KING&QUEEN
7. Entr'acte
8. Senkou (閃光)
9. Fuurin (風凛)
10. GEMINI-0-eternal
11. GEMINI-I-the void
12. GEMINI-II-the luv
13. birth in the death
14. Overture (bonus track, solo edición regular)

Disco 2 (DVD, solo edición limitada)
1. "GEMINI-0-eternal" video promocional.
2. Making de "GEMINI-0-eternal"